# FairCoop
FairCoop è una cooperativa globale aperta che si organizza attraverso Internet al di fuori dei confini e dei controlli degli stati nazionali. FairCoop mira a costruire un sistema economico globale alternativo basato sulla cooperazione, l'etica, la solidarietà, la redistribuzione della ricchezza tra nord-sud del mondo e la giustizia nelle relazioni economiche.
FairCoop è stata lanciata il 17 settembre 2014, dopo mesi di networking tra attivisti di vari settori dell'economia alternativa. In particolare, erano coinvolti Enric Duran della Catalic Integral Cooperative (CIC), Michael Bauwens della P2P Foundation e lo sviluppatore Bitcoin Amir Taaki.
L'obiettivo principale di FairCoop è di rendere possibile la transizione verso un nuovo mondo, riducendo il più possibile le differenze economiche e sociali tra gli esseri umani e contribuendo contemporaneamente a una nuova ricchezza globale disponibile per tutta l'umanità sotto forma di beni comuni.
Per FairCoop, la costruzione di in un sistema monetario più equo è un elemento chiave per raggiungere i propri obiettivi. Per questo motivo FairCoop supporta ed utilizza la criptovaluta FairCoin al fine di redistribuire le risorse e per costruire un nuovo sistema economico globale.

## Storia
Alla fine di aprile 2014, Enric Duran, co-creatore del concetto di "cooperativa integrale" e co-fondatore della CIC - Catalan Integral Cooperative, ha iniziato a sviluppare l'idea che ha portato a FairCoop. Dopo una lunga ricerca sul mondo delle criptovalute, ha scelto Faircoin. Le sue caratteristiche, la sua storia e la possibilità di sviluppare il progetto in modo anonimo sono state le ragioni per rianimare questa criptovaluta. Più tardi, ha rivelato la sua identità e ha condiviso il suo piano con gli altri membri del team di sviluppo per cooperare insieme.
Tra i mesi di maggio, giugno e luglio 2014, Duran ha condiviso il progetto con i vari partner del CIC, della Fondazione P2P come Michel Bauwens e Stacco Troncoso, con gli sviluppatori di Dark Wallet come Amir Taaki e Paul Martin e con varie persone e iniziative da tutto il mondo. Si è così formato il gruppo promotore che il 17 settembre 2014 ha lanciato FairCoop. Questa data coincide simbolicamente con lo stesso giorno del 2008 in cui è iniziata la campagna "Possiamo vivere senza capitalismo". Successivamente, nel 2009, Duran ha promosso uno sciopero bancario con oltre un centinaio di punti di informazione in tutto lo stato spagnolo. Sono state create reti di economia alternativa e le persone sono state invitate ad abbandonare i propri conti bancari.

## Caratteristiche e obiettivi
FairCoop è una cooperativa aperta basata su quattro elementi chiave proposti da Michel Bauwens:
- È una cooperativa con regole orientate alla creazione e gestione di beni comuni
- Incorpora un modello di governo che include tutte le parti interessate
- Co-produce attivamente la creazione di beni comuni materiali e immateriali
- È organizzata socialmente e politicamente su base globale, anche quando agisce localmente

FairCoop combina i vantaggi delle nuove tecnologie decentralizzate con i principi etici e le esperienze di attivisti e gruppi che cercano di creare un nuovo sistema economico basato sulla cooperazione e sulla giustizia economica. La cooperativa fornisce strumenti e servizi finanziari progettati per la creazione e la distribuzione di ricchezza comune e accessibile.
Nel lungo periodo, FairCoop mira a creare un ambiente che conduca alla costruzione di un nuovo sistema sociale ed economico basato sulla cooperazione decentrata, evitando la necessità di stati nazionali e banche centrali. Nel breve termine, invece, la cooperativa sta creando uno spazio per una vera collaborazione tra diversi progetti da tutto il mondo.

## Strumenti
Uno degli obiettivi prioritari di FairCoop è la costruzione di un nuovo sistema economico globale basato sulla cooperazione, l'etica, la solidarietà e la giustizia nelle relazioni economiche. Per raggiungere tale obiettivo sono stati sviluppati alcuni strumenti:
- FairCoin: è una criptovaluta che ha anche la funzione di riserva di valore. A lungo termine, si propone di rappresentare la valuta di riferimento.[5][14]
- Fairfunds: sono fondi destinati vari tipi di progetti; ad esempio, il Global South Fund è finalizzato al potenziamento di progetti locali a vari livelli, mentre il Commons Fund e il Fondo delle infrastrutture tecnologiche sono destinati a progetti globali.[15]
- Fairsaving: è uno strumento per il risparmio etico, che è completamente autonomo dal sistema bancario centrale e dal controllo statale, sviluppato principalmente per i membri con poca conoscenza dei rischi finanziari.
- FairMarket: è il mercato virtuale di FairCoop che consente a tutti i membri di acquistare beni e servizi con FairCoin. La prima versione di prova alpha è stata lanciata durante il World Fair Trade Day 2015.
- FairStarts: è una rete di incubatori con lo scopo di aiutare lo sviluppo di progetti transnazionali, aperti e cooperativi che lavorano su un'economia di produzione collaborativa e solidale.